# Čede
Čede je priimek v Sloveniji, ki ga je po podatkih Statističnega urada Republike Slovenije na dan 1. januarja 2010 uporabljalo 77 oseb in je med vsemi priimki po pogostosti uporabe uvrščen na 5.439. mesto.

## Znani nosilci priimka
- Aleš Čede (*1968), kitarist
- Jana Čede (1937—2005), napovedovalka na RTV Slovenija